# Jeux paralympiques d'été de 1992

Les Jeux paralympiques d'été de 1992, IXe édition des Jeux paralympiques d’été, se déroulèrent à Barcelone (Espagne) du 3 au 14 septembre 1992 et à Madrid du 15 au 22 septembre 1992. Ce sont 3020 athlètes venus de 82 pays qui y prirent part. Les athlètes de l'ancienne Union soviétique prirent part sous le nom d'« Équipe unifiée » (EUN).

## Les sports pratiqués
Quinze sports donnèrent lieu à des épreuves. Le tennis en fauteuil roulant devint un sport paralympique officiel.
- Athlétisme
- Basket-ball en fauteuil roulant
- Boccia
- Cyclisme
- Escrime en fauteuil roulant
- Football à 7
- Goal-ball
- Haltérophilie
- Judo
- Natation
- Tennis en fauteuil roulant
- Tennis de table
- Tir à l'arc
- Tir sportif
- Volley-ball assis

## Tableau des médailles
Cinquante-cinq des quatre-vingt-deux nations participantes remportèrent au moins une médaille. Les dix nations au sommet du tableau des médailles sont :
- Pays organisateur :  Espagne

| Rang | Nation                      | Or | Argent | Bronze | Total |
| ---- | --------------------------- | -- | ------ | ------ | ----- |
| 1    | États-Unis                  | 75 | 52     | 48     | 175   |
| 2    | Allemagne de l'Ouest        | 61 | 51     | 59     | 171   |
| 3    | Royaume-Uni                 | 40 | 47     | 41     | 128   |
| 4    | France                      | 36 | 36     | 34     | 106   |
| 5    | Espagne                     | 34 | 31     | 42     | 107   |
| 6    | Canada                      | 28 | 21     | 26     | 75    |
| 7    | Australie                   | 24 | 27     | 25     | 76    |
| 8    | Équipe unifiée de l’ex-URSS | 16 | 14     | 15     | 45    |
| 9    | Pays-Bas                    | 14 | 14     | 11     | 39    |
| 10   | Norvège                     | 13 | 13     | 7      | 33    |